# Çò de Magràs
Çò de Magràs és una casa de Vilac al municipi de Vielha e Mijaran (Vall d'Aran) inclosa a l'Inventari del Patrimoni Arquitectònic de Catalunya. Tot i les importants transformacions que han afectat elements de la cort (bordes i quadres) el casal bastit bona part de les estructures originals,tant exteriors com interiors.

## Descripció
És un edifici de tres plantes, bastit sobre pilars que suporten directament les bigues de fusta i al capdamunt de les encavallades que defineixen un cobert de doble vessant amb llicorella. Les façanes són compartimantades per faixes verticals i horitzontals que suporten cornisa desenvolupada, al darrere acaben en angles roms. En la planta baixa i en el cos central les obertures són de fàbrica, i en la resta són de batents de fusta sota arcs de descàrrega, de manera que la planta noble se situa en la planta baixa.
Hi dona accés una portada elevada d'estil clàssic amb la clau ornada per un cercle.Retrobem aquest motiu en l'obertura del damunt d'arc de mig punt motllurada, per tal com la finestra del segon pis presenta un escut heràldic que conté en els quarters barres horitzontals o verticals, alternes. L'interior conservaven la planta baixa diversos elements tradicionals com ara el pastador amb el forn de pa, una fornícula per rentar la bugada amb "era peira de rushcà" o una "comuna" però el més sorprenent és que s'ha aprofitat una vella portada amb permòdols per bastir la llar de foc, en l'antiga llinda (girada) es llegeix BORD DE MIQUEL. A l'exterior, davant la porta, s'ha aprofitat també (vegeu Çò de Baile) com a base de banc una inscripció en relleu que diu : JOSEFA [creu]N.[creu] DE MIQUEL 77 [blas] SI BERTRAN DE MIQUEL 1717(no creiem possible que provingui del portal de la cort com se'ns informa).

## Història
Es tracta d'una nova branca del llinatge De Miquel Capdet, la qual a jutjar per l'antiga llinda hauria estat fundada per aquell Bord de Miquel al trànsit del segle XVII-XVIII. Els De Miquel Margàs foren per tant descendents d'aquells De Miquel que a mitjans del segle xvii governaren la Val d'Aran, fins que sobrevingueren fortes tensions internes (el baró d'Eroles) en el decurs de les quals foren occits els caps del clan i enterrats al monestir de Mijaran. Com que no és gaire corrent el nom de josefa, la segona inscripció té a veure amb la família de Bartomeu de Miquel i la seva segona muller, Josefa. La segona inscripció té a veure amb la família de Bartomeu de Miquel Margàs (1730). Francisco de Zamora (núm 18 i ss) parla de cases importants de Vilac(1789)